# 羅喜聞
羅喜聞（らきぶん、1888年 - 1972年）は、教育者。
名は承鼎、字は喜聞。大清国湖南省華容県南山郷出身。

## 生涯
1909年（宣統元年）湖南西路師範学校を卒業。1920年に留仏勤工倹学生としてフランスに留学。1924年に帰国。華容県勧学所所長。1927年、上海の国立労働大学で教鞭をとる。1929年、浙江省政府 (中華民国)設計委員会経済調査統計書所所長。1933年、南京建設委員会就任。抗日戦争時期の1939年には国民政府軍事委員会政治部設計委員。1942年に昆明に赴き中仏大学学部長、文学院院長。1945年に辞職して帰郷。翌年、湖南省南県にある私立湖西中学校長に就任。
1948年、中央研究院北平研究所社会科学グループの研究員に選出され、同年、当時の国民政府台湾省主席の魏道明に招かれ、台湾省図書館の研究員として台湾史の改訂に参加した。 羅は教育こそが国家発展の第一歩であると考え、生涯を通じて歴史と地理を熱心に研究したが、特に資治通鑑の研究がその中心で、著書に『資治通鑑 地理考證』、『兩漢郡國疆域表』、『資治通鑑 古今地名對照表』などがある。
1949年の中華人民共和国の成立後は、同郷で留仏勤工倹学時代からの仲間である何長工の招請に応じ、中華人民共和国重工業部教育顧問に任命され、重工業部子弟学校温泉中学校長も兼務した。後に北京市第四十七中学校長。1954年からは北京文学歴史研究所の所員を務めた。
1972年に死去。